# Lista das maiores cidades do México
O termo cidade apenas utiliza-se para designar uma determinada entidade político-administrativa urbanizada. Em muitos casos, no embargo, a palavra também se usa para descrever uma área de urbanização continua (que pode abarcar diversas entidades administrativas). Por exemplo, a cidade de Londres propriamente dita tem apenas uns 860 mil habitantes. No obstante, quando alguém se refere à cidade de Londres, apenas refere-se a sua área metropolitana, quer dizer, ao conjunto de sua área urbanizada, a qual tem aproximadamente 7,5 milhões de habitantes, outro exemplo claro é a cidade mexicana de Monterrey, em Nuevo León, que tem uma área metropolitana formada por 11 municípios, e cujos pontos importantes estão distribuídos por toda a área metropolitana, á qual popularmente se conhece como Monterrey. A Cidade de México e sua zona metropolitana com mais de 20 milhões de habitantes é outro exemplo.
Esta é uma lista das cidades mexicanas com mais de 100 000 habitantes segundo o censo demográfico realizado pelo Instituto Nacional de Estatística e Geografia em 2010. A informação de população aqui apresentada é por cidade e não inclui áreas metropolitanas e nem municípios.

## Classificação
| Más de 1 000 000 habitantes |                             |           |
| 1                           | Cidade do México            | 8 851 080 |
| 2                           | Juárez                      | 1 655 015 |
| 3                           | Guadalajara                 | 1 495 182 |
| 4                           | Puebla                      | 1 434 062 |
| 5                           | Ecatepec                    | 1 321 004 |
| 6                           | Tijuana                     | 1 300 983 |
| 7                           | León                        | 1 238 962 |
| 8                           | Zapopan                     | 1 142 483 |
| 9                           | Monterrey                   | 1 135 512 |
| 10                          | Nezahualcóyotl              | 1 104 585 |
| Más de 500 000 habitantes   |                             |           |
| 11                          | Chihuahua                   | 809 232   |
| 12                          | Naucalpan                   | 792 211   |
| 13                          | Mérida                      | 777 615   |
| 14                          | San Luis Potosí             | 722 772   |
| 15                          | Aguascalientes              | 722 250   |
| 16                          | Hermosillo                  | 715 061   |
| 17                          | Saltillo                    | 709 671   |
| 18                          | Mexicali                    | 689 775   |
| 19                          | Culiacán                    | 675 773   |
| 20                          | Guadalupe                   | 673 616   |
| 21                          | Acapulco                    | 673 479   |
| 22                          | Tlalnepantla                | 653 410   |
| 23                          | Cancún                      | 628 306   |
| 24                          | Querétaro                   | 626 495   |
| 25                          | Chimalhuacán                | 612 383   |
| 26                          | Torreón                     | 608 836   |
| 27                          | Morelia                     | 597 511   |
| 28                          | Reynosa                     | 589 466   |
| 29                          | Tlaquepaque                 | 575 942   |
| 30                          | Veracruz                    | 554 830   |
| 31                          | Tuxtla                      | 537 102   |
| 32                          | Durango                     | 582 267   |
| Más de 300 000 habitantes   |                             |           |
| 32                          | Toluca                      | 489 333   |
| 33                          | Ciudad López Mateos         | 489 160   |
| 34                          | Cuautitlán Izcalli          | 484 573   |
| 35                          | Apodaca                     | 467 157   |
| 36                          | Matamoros                   | 449 815   |
| 37                          | San Nicolás de los Garza    | 443 273   |
| 38                          | Xalapa                      | 424 755   |
| 39                          | Tonalá                      | 408 759   |
| 40                          | Mazatlán                    | 381 583   |
| 41                          | Irapuato                    | 380 941   |
| 42                          | Nuevo Laredo                | 373 725   |
| 43                          | Xico                        | 356 352   |
| 44                          | Villahermosa                | 353 577   |
| 45                          | General Escobedo            | 352 444   |
| 46                          | Celaya                      | 340 387   |
| 47                          | Cuernavaca                  | 338 650   |
| 48                          | Tepic                       | 332 863   |
| 49                          | Ixtapaluca                  | 322 271   |
| 50                          | Ciudad Victoria             | 305 155   |
| Más de 200 000 habitantes   |                             |           |
| 51                          | Ciudad Obregón              | 298 625   |
| 52                          | Tampico                     | 297 284   |
| 53                          | Villa Nicolás Romero        | 281 799   |
| 54                          | Ensenada                    | 279 765   |
| 55                          | San Francisco Coacalco      | 277 959   |
| 56                          | Santa Catarina              | 268 347   |
| 57                          | Uruapan                     | 264 439   |
| 58                          | Gómez Palacio               | 257 352   |
| 59                          | Los Mochis                  | 256 613   |
| 60                          | Pachuca                     | 256 584   |
| 61                          | Oaxaca                      | 255 029   |
| 62                          | Soledad de Graciano Sánchez | 255 015   |
| 63                          | Tehuacán                    | 248 716   |
| 64                          | Ojo de Agua                 | 242 272   |
| 65                          | Coatzacoalcos               | 235 983   |
| 66                          | Campeche                    | 220 389   |
| 67                          | Monclova                    | 215 271   |
| 68                          | La Paz                      | 215 178   |
| 69                          | Nogales                     | 212 533   |
| 70                          | Buenavista                  | 206 081   |
| 71                          | Puerto Vallarta             | 203 342   |
| 72                          | Tapachula                   | 202 672   |
| Más de 150 000 habitantes   |                             |           |
| 73                          | Ciudad Madero               | 197 216   |
| 74                          | San Pablo de las Salinas    | 189 453   |
| 75                          | Chilpancingo                | 187 251   |
| 76                          | Poza Rica                   | 185 242   |
| 77                          | Chicoloapan                 | 172 919   |
| 78                          | Ciudad del Carmen           | 169 466   |
| 79                          | Chalco                      | 168 720   |
| 80                          | Jiutepec                    | 162 427   |
| 81                          | Salamanca                   | 160 169   |
| 82                          | San Luis Río Colorado       | 158 089   |
| 83                          | San Cristóbal de las Casas  | 158 027   |
| 84                          | Cuautla                     | 154 358   |
| 85                          | Juárez                      | 151 893   |
| 86                          | Chetumal                    | 151 243   |
| 87                          | Piedras Negras              | 150 178   |
| Más de 120 000 habitantes   |                             |           |
| 88                          | Playa del Carmen            | 149 923   |
| 89                          | Zamora                      | 141 627   |
| 90                          | Córdoba                     | 140 896   |
| 91                          | San Juan del Río            | 138 878   |
| 92                          | Colima                      | 137 383   |
| 93                          | Cidade Acuña                | 134 233   |
| 94                          | Manzanillo                  | 130 035   |
| 95                          | Zacatecas                   | 129 011   |
| 96                          | Veracruz                    | 126 507   |
| 97                          | Ciudad Valles               | 124 644   |
| 98                          | Guadalupe                   | 124 623   |
| 99                          | San Pedro Garza García      | 122 627   |
| 100                         | Naucalpan                   | 121 470   |
| 101                         | Fresnillo                   | 120 944   |
| 102                         | Orizaba                     | 120 844   |
| Más de 100 000 habitantes   |                             |           |
| 103                         | Miramar                     | 118 614   |
| 104                         | Iguala                      | 118 468   |
| 105                         | Delicias                    | 118 071   |
| 106                         | Villa de Álvarez            | 117 600   |
| 107                         | Cuauhtémoc                  | 114 007   |
| 108                         | Navojoa                     | 113 836   |
| 109                         | Guaymas                     | 113 082   |
| 110                         | Minatitlán                  | 112 046   |
| 111                         | Cuautitlán                  | 108 449   |
| 112                         | Texcoco                     | 105 165   |
| 113                         | Parral                      | 104 836   |
| 114                         | Tepexpan                    | 102 667   |
| 115                         | Tulancingo de Bravo         | 102 406   |
| 116                         | San Juan Bautista Tuxtepec  | 101 810   |